# Холи
Вижте пояснителната страница за други значения на Холи.
Хо̀ли (на хинди: होली, 'hoːli:) е популярен индуитски празник, посветен на цветовете, любовта и пролетта.
Празникът отбелязва вечната любов на божествата Радха и Кришна, както и победата на Вишну в аватара му Нарасимха над злия демон Хиранякашипу.